# Crotchiella brachyptera
Crotchiella brachyptera là một loài bọ cánh cứng trong họ Cerambycidae.